# Каммингс, Эдвард Эстлин
Эдвард Эстлин Каммингс (англ. Edward Estlin Cummings; 14 октября 1894, Кембридж, Массачусетс — 3 сентября 1962, Норт-Конвей, Нью-Гэмпшир) — американский писатель, художник, поэт и драматург. Принято считать, что Каммингс предпочитал писать свою фамилию и инициалы с маленькой буквы (как e.e.cummings), однако не существует никаких документальных подтверждений этого факта.
В своей поэтической работе Каммингс проводил радикальные эксперименты с формой, пунктуацией, синтаксисом и правописанием. В некоторых его стихах заглавные буквы не используются; строки, фразы и даже отдельные слова часто прерываются в самых неожиданных местах; знаки препинания или отсутствуют, или расставлены странным образом. Кроме того, Каммингс зачастую нарушал свойственный английскому языку порядок следования слов в предложении. Многие его произведения можно понять только при чтении с листа, но не на слух.
Несмотря на склонность к формальным экспериментам, немалая часть стихов Каммингса носит традиционный характер (в частности, Каммингс является автором большого количества сонетов). В зрелом возрасте он часто подвергался критике за самоповторы и приверженность раз и навсегда выработанному стилю. Несмотря на это, его простой язык, чувство юмора и эксплуатация таких тем, как секс и война, снискали ему огромную популярность, особенно среди молодёжи.
Всего за время своей жизни Каммингс опубликовал более 900 стихотворений, два романа, несколько пьес и эссе. Кроме того, он является автором большого количества рисунков, набросков и картин.

## Образование и начало карьеры
C 1911 по 1916 годы Каммингс обучался в Гарвардском университете, где он получил степень бакалавра (B.A.) в 1915 году и магистра искусств (M.A.) в 1916 году. Начиная с 1912 года, стихи Каммингса регулярно публиковались в университетской газете Harvard Monthly[en], а с 1915 — в издании Harvard Advocate[en].
В 1914 году Каммингс попал под сильное влияние авангардных авторов, таких как Гертруда Стайн и Эзра Паунд. В 1915 году Каммингс окончил колледж с отличием и на вручении диплома произнёс весьма неоднозначную речь, озаглавленную «Новое искусство». Эта речь принесла ему дурную славу: в своём выступлении Каммингс назвал творчество хорошо известной авангардной поэтессы Эми Лоуэлл «аномальным», хотя на самом деле он намеревался «воспеть ей хвалу». За свою речь Каммингс подвергся критике в газетах.
В 1917 году несколько стихотворений Каммингса были опубликованы в компиляции «Восемь гарвардских поэтов» (англ. Eight Harvard Poets). В том же году Каммингс отправился добровольцем во Францию, где он служил в медицинских войсках. В результате неразберихи поэт пять недель не был приписан ни к одному из медицинских экипажей. Это время он провёл в Париже. Город настолько полюбился ему, что Каммингс регулярно посещал Париж в течение всей жизни.
21 сентября 1917 года, всего через пять месяцев после прибытия Каммингса во Францию, он был арестован по подозрению в шпионаже после того, как открыто высказал свои пацифистские взгляды. Каммингс был отправлен в концентрационный лагерь Dépôt de Triage в Нормандии, где провёл три с половиной месяца. Воспоминания об этих событиях легли в основу романа «Чудовищное пространство» (англ. The Enormous Room).
Каммингс был освобождён 19 декабря 1917 года после вмешательства со стороны его отца, имевшего обширные связи в политических кругах. Он сразу же возвратился в США. В 1918 году поэт был призван в армию, где служил до ноября 1918 года.
В 1921—1923 годах Каммингс жил в Париже. В 20-х и 30-х годах он много путешествовал по Европе, а в 1931 году посетил Советский Союз, который поразил его, как ему показалось, отсутствием интеллектуальной и художественной свободы. Свои впечатления от поездки Каммингс выразил в книге «Аз есмь» (англ. Eimi).

## Поэзия Э. Э. Каммингса
В начале своей карьеры Каммингс находился под заметным влиянием авангардных писателей и поэтов (Гертруда Стайн, Эзра Паунд, Эми Лоуэлл и другие). Во время визитов в Париж он открыл для себя дадаизм и сюрреализм, которые также повлияли на его творчество.
Несмотря на увлечение поэзией модернизма, Каммингс написал немало стихов, по форме близких к классическим сонетам. Некоторые из его произведений отличаются использованием необычной типографики. В таких стихах слова, обрывки слов, скобки и другие знаки препинания разбросаны по всему листу. Занимаясь живописью, Каммингс хорошо понимал, что от способа визуальной подачи стихотворения во многом зависят впечатления читателя, и использовал типографику для того, чтобы «рисовать картины» в некоторых из своих произведений.
Первый сборник стихов Каммингса — «Тюльпаны и дымоходы» (Tulips and Chimneys, 1923) — впервые познакомил публику с «фирменным стилем» поэта, который характеризуется намеренно искажённой грамматикой и пунктуацией, как, например, в стихотворении «a leaf falls loneliness» (en:l(a):
l(a
le

af

fa
ll
s)

one

l
iness
Некоторые из самых известных стихов Каммингса не отличаются необычной типографикой, но, несмотря на это, несут на себе отпечаток его неповторимого стиля. Каммингс очень часто произвольно изменял принятый в английском языке порядок слов в предложении. В результате на свет появлялись такие знаменитые строки, как «why must itself up every of a park…» или «they sowed their isn’t». В некоторых стихах Каммингс намеренно искажает правописание английских слов. Кроме того, он весьма изобретательно использует составные слова, например, «mud-luscious» («грязно-сладкий»).
Многие стихи Каммингса имеют острую социальную окраску и высмеивают недостатки общественного устройства, но при этом поэт не был чужд романтизма: очень часто в его стихах воспеваются любовь, дружба и иные формы человеческих отношений.
Каммингса часто обвиняли в том, что, выработав уникальный стиль, он остановился в своём творческом развитии. Тем не менее, критики отмечают, что, несмотря на застой в техническом плане, содержание стихов Каммингса со временем становилось всё более значительным.

## Каммингс как художник
Сам Каммингс считал себя художником в не меньшей степени, чем поэтом и писателем — особенно в последние годы жизни, проведённые в Нью-Гэмпшире, когда он часто днём занимался живописью, а ночью писал стихи.
В 1920-х годах и позже Каммингс последовательно относил себя к числу последователей кубизма, дадаизма и сюрреализма. Особенно ему нравились работы Пабло Пикассо.
Впервые Каммингс получил признание как художник благодаря рисункам и карикатурам, в 20-е годы публиковавшимся в литературном журнале Dial. Позже он стал известен и как живописец. Каммингс также опубликовал сборник работ, выполненных углём, тушью, маслом, пастелью и акварелью, в 1931 году.

### Список выставок
В течение жизни Каммингс участвовал во многих художественных выставках, включая:
- Две картины на выставке в Нью-Йоркском обществе независимых художников (1919, 1920)
- Выставка живописи в Нью-Йоркской галерее живописцев и скульпторов (1931)
- Выставка в клубе Kokoon, Кливленд, штат Огайо (1931)
- Выставка картин и акварелей в Американской британской художественной галерее, Нью-Йорк (1944)
- Выставка картин, акварелей и этюдов в Рочестере, штат Нью-Йорк (1945)
- Выставка картин и акварелей в Американской британской художественной галерее, Нью-Йорк (1948)

## Премии
В течение жизни Э. Э. Каммингс был удостоен многочисленных литературных премий и наград. В их числе:
- 1925 — Премия журнала Dial
- 1933 — Стипендия Гуггенхайма[4]
- 1944 — Премия имени Перси Биши Шелли за вклад в развитие поэзии
- 1950 — Премия Хэрриэт Монро от журнала Poetry
- 1950 — Почётное членство в Американской академии поэтов
- 1951 — Стипендия Гуггенхайма
- 1952—1953 — Почётный профессор Гарварда
- 1957 — Премия Бостонского фестиваля искусств
- 1958 — Боллингенская поэтическая премия
- 1959 — Двухгодичный грант Фонда Форда

## Переводы на русский
Каммингс малоизвестен широкой аудитории русскоязычных читателей, так как переводы на русский язык большинства его произведений до сих пор не опубликованы.
- Каммингс Э.Э. Стихи (Перевод с английского В. Шаргунова, В. Британишского, Л. Черткова, А. Сергеева) // Современная американская поэзия. – М.: Прогресс, 1975. – С. 125–132. pdf
- Каммингс Э.Э. Стихи (Перевод с английского В. Британишского) // Американская поэзия в русских переводах. XIX—XX вв. / Сост. С. Б. Джимбинов. На англ. яз. с параллельным русск. текстом. – М.: Радуга, 1983. – С. 314–321. pdf
- Каммингс Э.Э. Баллада об интеллектуале (Стихи. Перевод с английского Андрея Сергеева) // Иностранная литература. – 1994. – № 11. – С. 106–108. pdf
- Каммингс Э.Э. Избранные стихотворения в переводах Владимира Британишского. – М.: Журнал «Итака»; Журнал «Комментарии», 2004. ISBN 5-85677-003-X (с параллельными текстами на русском и английском языках).

## Экранизация
В 1967 году режиссёр Джордж Лукас снял короткометражный фильм  «Каждый жил в городе Претти-Хау» на основе одноимённой поэмы Каммингса.